# Pío Romero Bosque
Pour les articles homonymes, voir Bosque.
Pío Romero Bosque (1860 - décembre 1935) est un homme politique salvadorien. Il est président du Salvador du 1er mars 1927 au 1er mars 1931. 
Romero Bosque a été auparavant le vice-président d'Alfonso Quiñónez Molina de mars 1923 à fin février 1927. 
Il est réputé être l'un des rares présidents salvadoriens à avoir réussi à maintenir un équilibre politique au sein du gouvernement au cours de son mandat. Cet équilibre est souvent appelé « mélange naturel » – un équilibre entre la concession aux demandes des différentes composantes de la société et la répression de celles-ci dans le pays. Il suit une ligne plutôt libérale, en faveur des grands propriétaires. Le Krach de 1929 a lieu pendant sa présidence, ce qui fragilise grandement l'économie, essentiellement construite autour de la production et l'exportation de café. 
Il est un descendant de la « dynastie » Meléndez-Quiñónez, au pouvoir depuis plusieurs années. Plutôt que d'imposer son propre héritier comme président, Romero Bosque a permis une certaine démocratisation du pays, qui tient ses premières élections libres en 1931, remportées par Arturo Araujo. 